# Floresvleermuisparkiet
De floresvleermuisparkiet (Loriculus flosculus) is een vogel uit de familie Psittaculidae (papegaaien van de Oude Wereld). De vogel werd in 1864 door de Britse natuuronderzoeker  Alfred Russel Wallace geldig beschreven. Het is een bedreigde, endemische vogelsoort van de Kleine Soenda-eilanden, een eilandengroep in Zuidoost-Azië.

## Kenmerken
De vogel is 11 tot 12 cm lang. Het mannetje is een overwegend groen gekleurde vogel, wat lichter groen van onder, met een rode snavel, een langwerpige rode vlek op de keel, oranje poten, een donkere rode vlek op de nek en helder rood gekleurd op de stuit en de bovenstaartdekveren. Bij het vrouwtje ontbreekt de rode vlek op de keel. Het is de kleinste op Flores voorkomende parkiet.

## Verspreiding en leefgebied
Deze soort is endemisch op Flores en omliggende kleine eilanden (republiek Indonesië). Het leefgebied bestaat uit ongerept tropisch bos op 600 tot 1200 m boven zeeniveau. Uit onderzoek in 2007 bleek dat de vogel ook voorkwam in aangeplant Eucalyptus-bos en andere, meer aangetaste bostypen langs wegen.

## Status
De floresvleermuisparkiet heeft een beperkt verspreidingsgebied en daardoor is de kans op uitsterven aanwezig. De grootte van de populatie werd in 2012 door BirdLife International geschat op 3,5 tot 15 duizend individuen en de populatie-aantallen nemen af door habitatverlies. Het leefgebied wordt aangetast door ontbossing waarbij natuurlijk bos wordt omgezet in gebied voor agrarisch gebruik en het hout als brandstof of bouwmateriaal wordt gebruikt. Om deze redenen staat deze soort als bedreigd op de Rode Lijst van de IUCN.
Er gelden verder beperkingen voor de handel in deze parkiet, want de soort staat in de Bijlage II van het CITES-verdrag.